# Suicidal Tendencies
Suicidal Tendencies – amerykański zespół założony w 1981 w Venice, Kalifornia, wykonujący muzykę określaną jako hardcore punk i crossover thrash.
Czasami zaliczani są do prekursorów skate punka, przy czym później włączyli do swojej muzyki również znaczące elementy heavy metalu, thrash metalu, a nawet funku czy hip-hopu. Lider, założyciel i autor tekstów Mike Muir (również znany jako „Cyco Miko”) jest jedynym stałym członkiem zespołu.
Suicidal Tendencies jest uznawany za pierwszy zespół, który połączył hardcore punk i metal w zupełnie nowy gatunek nazwany crossover thrash (wraz z Anthrax, Agnostic Front, Cro-Mags). Trzy z ich albumów zdobyły status złotej płyty w USA: Controlled by Hatred/Feel Like Shit...Déjà Vu, Lights...Camera...Revolution!, i The Art of Rebellion. W 1990 zespół wraz z grupą Alice in Chains wystąpił w roli supportu przed zespołami Slayer, Megadeth, Anthrax oraz Testament na trasie Clash of the Titans.

## Muzycy
Obecny skład zespołu
- Mike Muir – wokal prowadzący (od 1981)
- Dean Pleasants – gitara prowadząca (od 1996)
- Jeff Pogan – gitara rytmiczna (od 2016)
- Ra Díaz – gitara basowa (od 2016)
- Jay Weinberg – perkusja (od 2024)[4]

Byli członkowie
- Mike Ball – gitara prowadząca (1981–1982)
- Rick Battson – gitara prowadząca (1982)
- Grant Estes – gitara prowadząca (1982–1983)
- Jon Nelson – gitara prowadząca (1983–1984)
- Rocky George – gitara prowadząca (1984–1995)
- Jason Speir – gitara prowadząca (1985–1986)
- Mike Clark – gitara rytmiczna, wokal wspierający (1987–2012)
- Nico Santora – gitara rytmiczna, wokal wspierający (2012–2016)
- Mike Dunnigan – gitara basowa (1981–1982)
- Andrew Evans – gitara basowa (1982)
- Louiche Mayorga – gitara basowa (1982–1987)
- Bob Heathcote – gitara basowa (1987–1989)
- Robert Trujillo – gitara basowa (1989–1995)
- Josh Paul – gitara basowa (1997–2001)
- Steve „Thundercat” Brunner – gitara basowa (2002–2011)
- Tim „Rawbiz” Williams (zmarły) – gitara basowa (2011–2014)
- Michael Morgan – gitara basowa (2014–2016)
- Carlos Egert – perkusja (1981–1982)
- Sean Dunnigan – perkusja (1982)
- Amery Smith – perkusja (1982–1984)
- R.J. Herrera – perkusja (1984–1991)
- Jimmy DeGrasso – perkusja (1992–1995)
- Brooks Wackerman – perkusja (1997–2001)
- Ron Brunner Jr. – perkusja (2001–2008)
- Dave Hidalgo Jr. – perkusja (2008)
- Thomas Pridgen – perkusja (2014)
- Eric Moore – perkusja (2007–2014, 2014–2016)

## Dyskografia

### Albumy
- Suicidal Tendencies (1983)
- Join The Army (1987)
- How Will I Laugh Tomorrow When I Can't Even Smile Today? (1988)
- Lights...Camera...Revolution! (1990)
- The Art Of Rebellion (1992)
- Still Cyco After All These Years (1993)
- Suicidal For Life (1994)
- Prime cuts (1997)
- Freedumb (1999)
- Free Your Soul And Save My Mind (2000)
- No Mercy Fool! The Suicidal Family (2010)
- 13 (2013)
- World Gone Mad (2016)
- Get Your Fight on! (2018)
- Still Cyco Punk After All These Years (2018)[5]

### Minialbumy
- Controlled By Hatred/Feel Like Shit...Déjà Vu – 1989
- Six The Hard Way – 1996

## Wideografia
- Live At The Olympic Auditorium (2010)[6]